# Gare de Drap - Cantaron
La gare de Drap - Cantaron est une gare ferroviaire française de la ligne de Nice à Breil-sur-Roya, située sur le territoire de la commune de Cantaron, à proximité de Drap, dans le département des Alpes-Maritimes, en région Provence-Alpes-Côte d'Azur.
Elle est mise en service en 1928 par la Compagnie des chemins de fer de Paris à Lyon et à la Méditerranée (PLM).
C'est une halte voyageurs de la Société nationale des chemins de fer français (SNCF), desservie par des trains TER Provence-Alpes-Côte d'Azur.

## Situation ferroviaire
Établie à 103 mètres d'altitude, la gare de Drap - Cantaron est située au point kilométrique (PK) 9,025 de la ligne de Nice à Breil-sur-Roya, entre les gares de La Trinité-Victor et de Fontanil.

## Histoire
La station de Drap - Cantaron est mise en service le 31 octobre 1928 par la Compagnie des chemins de fer de Paris à Lyon et à la Méditerranée (PLM), lors de l'ouverture à l'exploitation de la ligne de Nice à Breil et à Coni.

## Fréquence
De 2015 à 2023, selon les estimations de la SNCF, la fréquentation annuelle de la gare s'élève aux nombres indiqués dans le tableau ci-dessous.
| Année     | 2015   | 2016   | 2017   | 2018   | 2019   | 2020   | 2021   | 2022   | 2023   |
| --------- | ------ | ------ | ------ | ------ | ------ | ------ | ------ | ------ | ------ |
| Voyageurs | 28 312 | 34 709 | 37 112 | 35 806 | 46 557 | 23 792 | 23 847 | 39 518 | 49 152 |

## Service des voyageurs

### Accueil
Halte SNCF, c'est un point d'arrêt non géré (PANG) à entrée libre. Elle est équipée d'automates pour l'achat de titres de transport TER.

### Desserte
Drap - Cantaron est desservie par des trains TER PACA qui effectuent des missions entre les gares de Nice-Ville et celle de Breil-sur-Roya. Elle est le terminus d'un train sur deux venant de Nice-Ville.

### Intermodalité
Un parc pour les vélos et un parking pour les véhicules y sont aménagés.